# Terug tot Ina Damman
Terug tot Ina Damman is een  roman uit 1934 van de Nederlandse schrijver Simon Vestdijk. Het boek geldt als een van Vestdijks belangrijkste werken. 

## Achtergrond
In deze roman, deel drie van de Anton Wachterreeks,  beschrijft Vestdijk de verliefdheid die Anton Wachter als middelbare scholier opvatte voor Ina Damman, een verliefdheid die niet beantwoord werd. Het personage Wachter is een afspiegeling van Vestdijk zelf.  Ina Damman is ook gebaseerd op een echt bestaande persoon, Liesbeth Koning (1899-1978). Zij vertelde later dat alles in het verhaal exact zo gebeurd is, als het is beschreven. Ze gaf er wel haar eigen toelichting bij, zoals: "Het was niet zo dat ik hem vervelend vond", (zoals de hoofdpersoon in het boek veronderstelt). "Ik vond het vervelend dat ik nooit met mijn vriendinnen naar het station kon lopen." Ook de tekening die Simon Vestdijk – in het verhaal dus als Wachter – voor haar maakte is teruggevonden.

## Prijs
Sinds 2000 wordt de Ina Dammanprijs uitgereikt. Dit is een tweejaarlijkse literatuurprijs die het bestuur van de Vestdijkkring toekent aan een persoon die ‘een aantoonbare bijdrage heeft geleverd aan het in stand houden van de kennis over en de belangstelling voor de persoon en het werk van Simon Vestdijk’.